# Hoplophthiracarus insignitus
Hoplophthiracarus insignitus är en kvalsterart som först beskrevs av Wojciech Niedbała 1989.  Hoplophthiracarus insignitus ingår i släktet Hoplophthiracarus och familjen Phthiracaridae. Inga underarter finns listade i Catalogue of Life.